# Anastatus crosi
Anastatus crosi är en stekelart som beskrevs av François Picard 1930. Anastatus crosi ingår i släktet Anastatus och familjen hoppglanssteklar.
Artens utbredningsområde är Algeriet. Inga underarter finns listade i Catalogue of Life.